# Paisagem

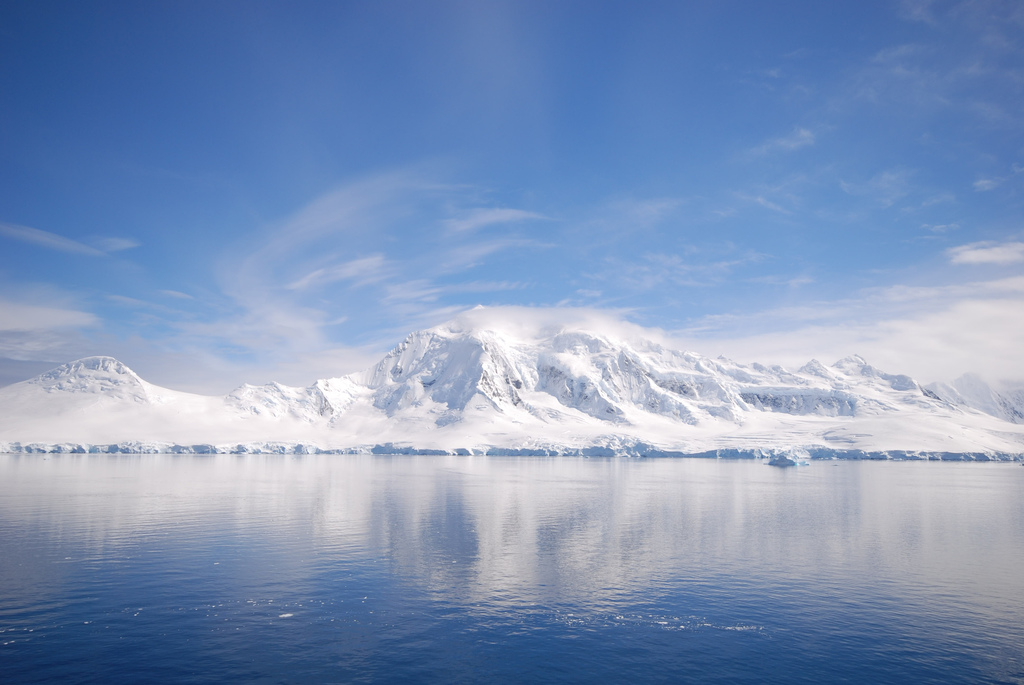
Paisagem de montanhas de gelo na Antártida

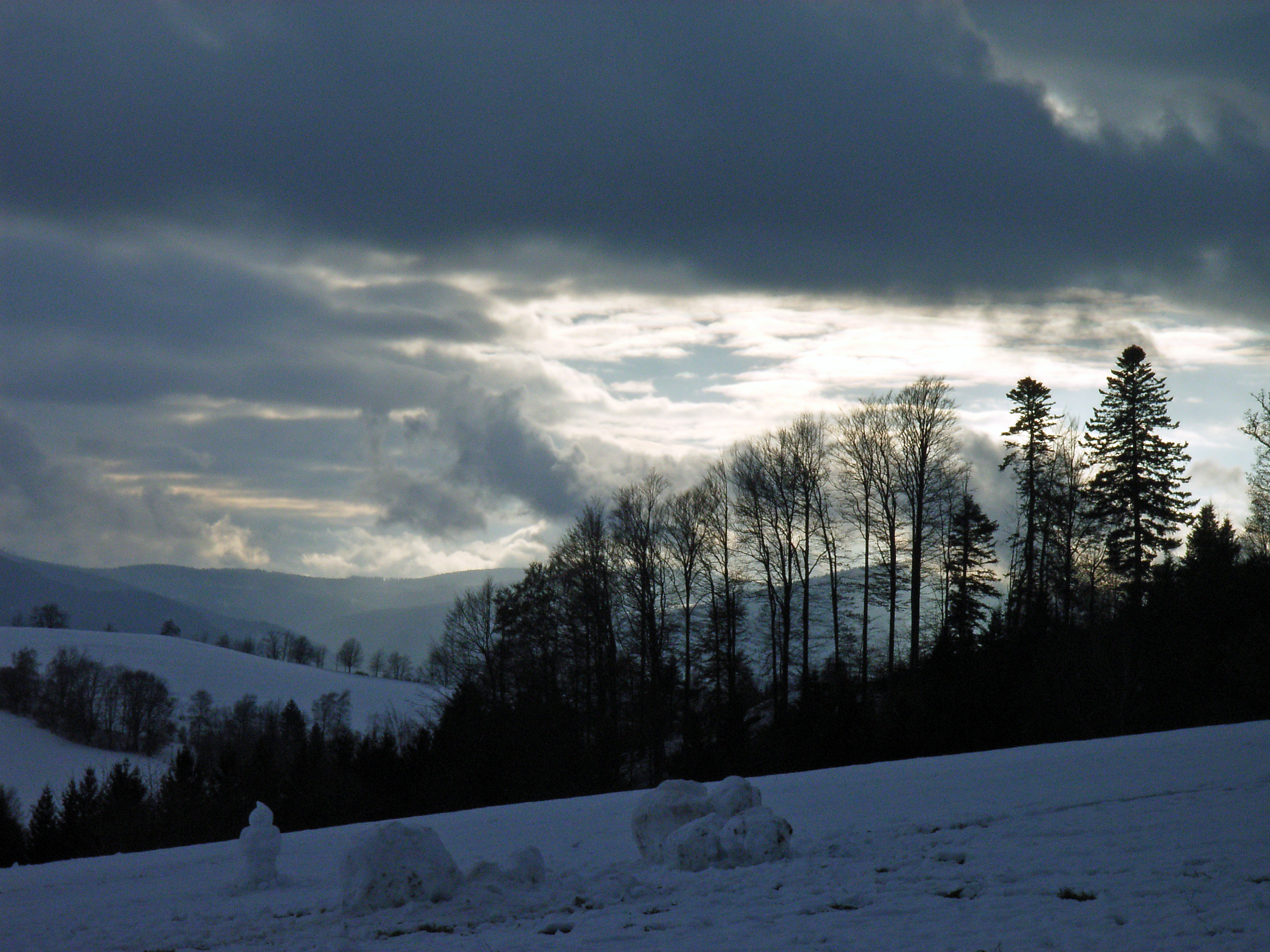
Paisagem do inverno

Paisagem  é um conceito que tem sido utilizado nas artes e na ciência, principalmente na Geografia, na Ecologia e na Arquitetura Paisagista. De acordo com a Convenção Europeia da Paisagem: "designa uma parte do território, tal como é apreendida pelas populações, cujo caráter resulta da ação e da interação de fatores naturais e/ou humanos". É um conceito que mantém uma forte relação com o visual e com o imediatamente percebido. Em uma definição do senso comum, paisagem é definida como a porção visível do espaço, bem como sua representação. Contudo, sua abordagem científica vai muito além desta concepção,numa abordagem científica, a paisagem está relacionada principalmente a padrões espaciais e processos formados pelas relações entres os componentes naturais e aqueles construídos, sendo o visível apenas um de seus aspectos. Por incluir aspectos da natureza e sociedade, o conceito de paisagem tem sido considerado como um guarda-chuva para projetos de melhoria da qualidade ambiental e urbana, a exemplo daqueles apoiados pela Iniciativa Latino Americana da Paisagem.

## Etimologia
Paisagem deriva do francês paysage; esse termo tem origem na palavra “pays”, que pode ser definido, de forma simplificada, como regiões de ocupação humana que apresentam relativa homogeneidade física e registram a história. Essa associação a pays marcou também o desenvolvimento da paisagem como conceito científico, traçando uma proximidade grande com o conceito de região, também de grande importância para a Geografia.
Cabe destacar que, apesar de possuir sentido equivalente ao termo landschaft, surgido em meados do século XVI, de origem alemã (e de onde deriva a palavra inglesa landscape), o sentido colocado entre elas possui grandes diferenças ontológicas e, enquanto o conceito no francês se associa ao olhar que se coloca sobre uma região, o conceito alemão abrange dimensões de “toda uma região com suas complexidades morfológicas, não se limitando, portanto, ao sentido estrito daquilo que se abarca com o olhar, a cena”.
A palavra paisagem já existia na Idade Média, ou até mesmo antes:
• Nas línguas românicas, a partir do termo latim pagus (país): paisagem (português), paisaje (espanhol), paysage (francês), paesaggio (italiano);
• Nas línguas germânicas, a partir do termo land: landschaft (alemão), landscape (inglês), landschap (neerlandês), landskab (dinamarquês).
Em ambos os casos tinha como significado uma divisão administrativa ou religiosa do território, o que corresponde ao conceito grego de “chore”.
O inicial conceito de paisagem foi produzido e direcionado para a sistematização da ciência geográfica por Humboldt, no século XIX, onde, segundo o seu pensamento os elementos naturais estariam todos interligados e por intermédio da paisagem era possível a verificabilidade do conjunto. Além disso, Humboldt ressaltava o caráter estético desta. Apesar disso, tal conceito caiu em desuso das discussões geográficas posteriores.
Ocorreu e ainda é presente várias concepções sobre a paisagem, no entanto, a visão que foi muito difundida, em destaque durante o Renascimento, a definia como “uma porção do espaço que pode ser observada com um golpe de vista” tendo influência de fatos estéticos que perdurou na geografia e hodiernamente é revistada e discutida.

## Tipos de paisagem

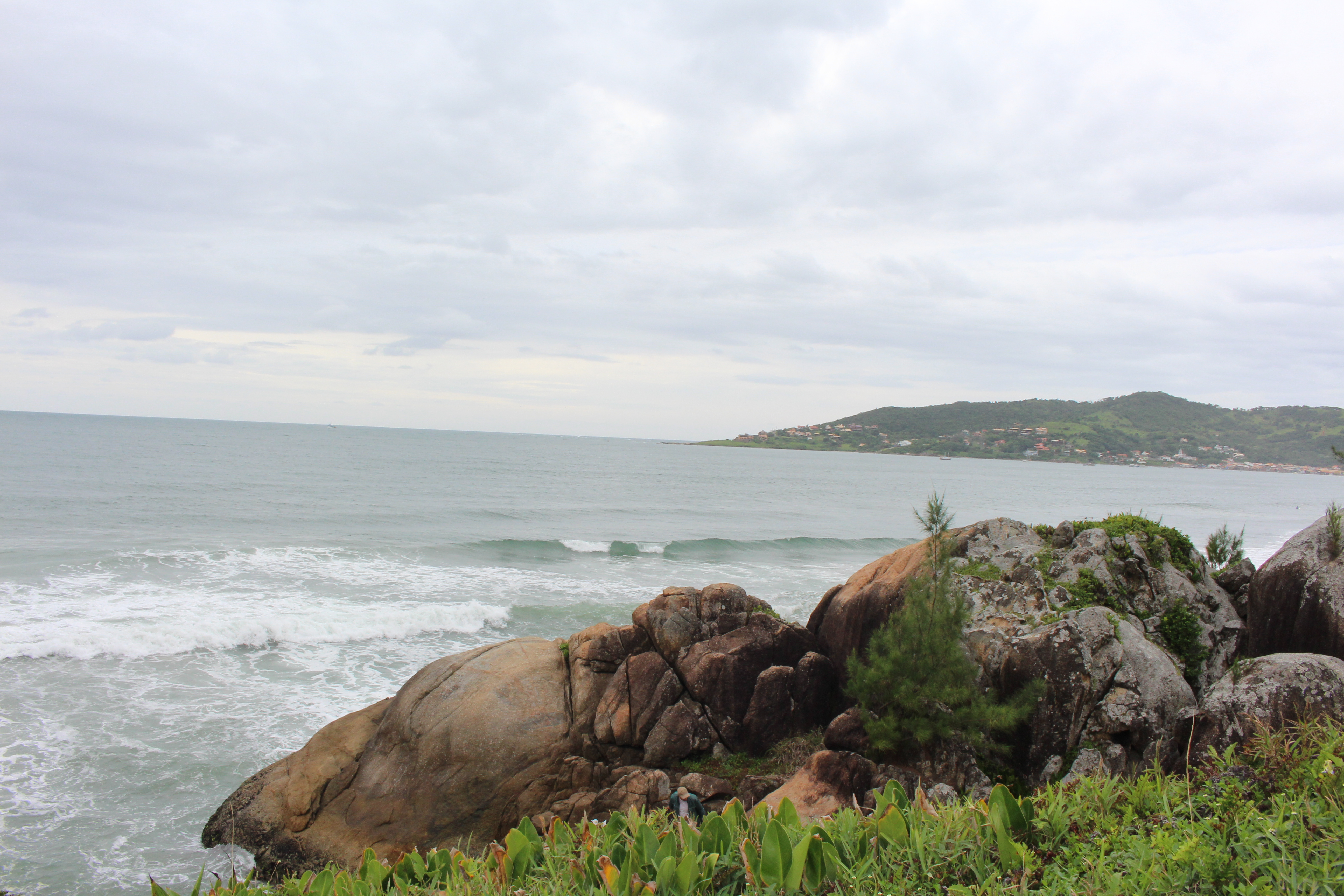
Paisagem marítima (natural).

A paisagem é um resultado natural ou cultural, pois distingue-se da relação mútua de elementos antrópicos, biológicos e físicos.
- A paisagem natural é aquilo que vem de origem da natureza, sem interferência da mão humana, como a vegetação e formações geológicas.
- A paisagem cultural é aquela que sofreu transformações em resultado da intervenção humana. São exemplos de ambiente construído as obras de arquitetura e de paisagismo.

Para alguns autores, a paisagem é a apreensão do mundo de uma forma individual. Um olhar individual que pode retransmitir para o conceito de paisagem na arte. É o fenômeno espacial no tempo do indivíduo. Contudo, pode-se compreender a paisagem como o resultado das correlações entre elementos de origem natural e humana, em um espaço específico. Portanto, de uma maneira dinâmica todos estes elementos encontrados na paisagem tendem a se organizar ao decorrer do tempo e do espaço.

## Leitura da paisagem
Independente da sua grande abordagem na linguagem tradicional de vários países de histórias políticas e culturais bem distintas, a paisagem possui consigo o sentido de estar associada ao olhar (visível).
Em uma visão geográfica, a paisagem abrange aspectos além dos visuais envolvendo também os sentidos. Porém, de acordo com a visão vertical, tudo que incide sobre o que se vê, é considerado por estar em relevo. Portanto, as paisagens englobam os edifícios das cidades modernas, as ruas, praças, os monumentos, além das relações humanas particulares de cada região. Deste modo, todos esses aspectos se tornam importantes pela possibilidade de interpretação e descrição da paisagem atribuindo-a assim um significado e referência.
A análise da paisagem se dá pela dimensão viva e escalar, intercalando-as dinamicamente, onde a primeira refere-se à consequência da ação do homem sobre o meio e a segunda à noção temporal e espacial dos acontecimentos geográficos.
Partindo da observação crítica da paisagem e do levantamento de dados (descrições e características) é produzido novos conhecimentos sobre o lugar em análise. Tais observações e aprofundamentos se dão por auxílio de instrumentos essenciais para sua formulação, como as imagens (fotografada ou mental), os mapas e principalmente o olhar crítico sobre o local observado.

## Cartografia e escala da paisagem
A observação e abordagem da escala quando se fala em paisagem é um tema geograficamente central, onde apesar do seu âmbito limitado, traz uma enorme magnitude que vai da menor à maior medida mensurável na terra (do local ao global). Dessa forma, para o estudo da paisagem, a abordagem da escala se torna indispensável.
A paisagem em uma representação cartográfica necessita de um complexo e relativamente detalhado inventário geográfico. A observação tem de partir do nível dos geofácies até mesmo caso eles não figurem na carta. A parte principal do trabalho ocorre no terreno: levantamentos geomorfológicos, pedológicos e fitogeográficos, exame das águas superficiais, observações meteorológicas elementares, inquéritos sobre o sistema de valorização econômica (gestão florestal, percursos pastoris, direitos de uso, etc...). Em geral, esses levantamentos temáticos e informações são completados pelos trabalhos de diversos arquivos (cadastro, serviços administrativos, etc...). Desse modo, para organizar toda essa documentação volumosa e disparatada, é necessário escolher uma linha mestra. Ela é fornecida pelo tapete vegetal cujo levantamento sistemático a 1/50 000, por um método simplificado, intermediário entre o do Serviço da Carta da Vegetação a 1/200 000 da França e o da Carta da Vegetação a 1/100 000 dos Alpes de P. Ozenda, serve de base à cartografia global das paisagens.
De grande relevância, a interpretação das imagens aéreas é preciosa, pois dispõe de uma visão ampla e instantânea das paisagens. Na escala média (1/100 000 e 1/200 000) é possível de maneira satisfatória cartografar os geossistemas. Individualmente, cada geossistema está relacionado a um determinado lugar de acordo a cor e a respectiva trama que são selecionadas pela expressão dinâmica do geossistema, (exemplo: azul para os geossistemas climácicos, verde para os geossistemas paraclimácicos, amarelo para os geossistemas regressivos com degradação antrópica dominante, vermelho para os geossistemas com evolução essencialmente geomorfológica).